# Faglia di Pernambuco
La faglia di Pernambuco o cesura di Pernambuco , una importante formazione geologica situata nel nordest del Brasile, è una faglia che partendo dal lineamento transbrasiliano si irradia verso est fino alla costa.
Il dominio di Pernambuco-Alagoas, che fa parte della provincia di Borborema, è costituito principalmente da rocce risalenti a 1600-1000 milioni di anni fa, cioè significativamente più giovani delle aree situate a nord e a sud.
In questo dominio, la faglia di Pernambuco rappresenta la continuazione in Sud America della cesura di Foumban, nel Camerun, che a sua volta fa parte della cesura dell'Africa centrale. A ovest la faglia si suddivide in numerose piccole faglie su una distanza di circa 50 km, suggerendo che la crosta terrestre era debole in questo punto, che si trova sulla linea di divisione tra il Sud America e l'Africa, avvenuta 115 milioni di anni fa.